# LITAF
LITAF (англ. Lipopolysaccharide induced TNF factor) – білок, який кодується однойменним геном, розташованим у людей на короткому плечі 16-ї хромосоми. Довжина поліпептидного ланцюга білка становить 161 амінокислот, а молекулярна маса — 17 107.
| 10         |  | 20         |  | 30         |  | 40         |  | 50         |
| ---------- |  | ---------- |  | ---------- |  | ---------- |  | ---------- |
| MSVPGPYQAA |  | TGPSSAPSAP |  | PSYEETVAVN |  | SYYPTPPAPM |  | PGPTTGLVTG |
| PDGKGMNPPS |  | YYTQPAPIPN |  | NNPITVQTVY |  | VQHPITFLDR |  | PIQMCCPSCN |
| KMIVSQLSYN |  | AGALTWLSCG |  | SLCLLGCIAG |  | CCFIPFCVDA |  | LQDVDHYCPN |
| CRALLGTYKR |  | L          |  |            |  |            |  |            |

A: Аланін

C: Цистеїн

D: Аспарагінова кислота

E: Глутамінова кислота

F: Фенілаланін

G: Гліцин

H: Гістидин

I: Ізолейцин

K: Лізин

L: Лейцин

M: Метіонін

N: Аспарагін

P: Пролін

Q: Глутамін

R: Аргінін

S: Серин

T: Треонін

V: Валін

W: Триптофан

Кодований геном білок за функцією належить до фосфопротеїнів. 
Задіяний у таких біологічних процесах, як транскрипція, регуляція транскрипції, альтернативний сплайсинг. 
Білок має сайт для зв'язування з іонами металів, іоном цинку, ДНК. 
Локалізований у клітинній мембрані, цитоплазмі, ядрі, мембрані, лізосомі, апараті гольджі, ендосомах.